# Нойнер, Магдалена
Магдале́на Хо́льцер (нем. Magdalena Holzer, в девичестве — Нойнер; род. 9 февраля 1987, Гармиш-Партенкирхен, Бавария, ФРГ) — немецкая биатлонистка, одна из самых титулованных биатлонисток в истории. Двукратная олимпийская чемпионка 2010 года, 12-кратная чемпионка мира, трёхкратная обладательница Кубка мира (2007/08, 2009/10, 2011/12), обладательница семи малых Кубков мира, трёхкратная чемпионка мира по летнему биатлону. Лучшая спортсменка года в Германии 2007, 2011 и 2012 годов. Магдалена Нойнер — единственная биатлонистка, которую знаменитый американский канал ESPN включал в число самых популярных спортсменов мира (2012 год). В Германии на всенародном голосовании Нойнер попала в тройку самых именитых женщин страны. Летом 2017 года была включена в зал славы немецкого спорта вместе с Шумахером. Завершила карьеру, отдав предпочтение семье и выиграв всевозможные титулы по несколько раз, в конце сезона 2011/12 годов, ей было всего 25 лет.

## Спортивная карьера
Детство прошло в маленькой баварской деревушке Валльгау, в 15 км от Гармиш-Партенкирхена. Заниматься горными лыжами начала в четырёхлетнем возрасте. Позже, будучи участницей лыжного клуба SC Wallgau, пробовала себя в разных зимних видах спорта. В биатлонную секцию Нойнер привели родители в возрасте девяти лет. Уже тогда проявился её талант, но решение серьёзно выступать на спортивном поприще было принято Нойнер лишь в шестнадцатилетнем возрасте, после окончания школы. За первые четыре года выступлений Нойнер завоевала семь высших наград в чемпионатах мира по биатлону среди молодёжи и стала многократной победительницей национальных молодёжных первенств по биатлону в Германии. Первые свои медали с юниорского чемпионата мира добыла в 2004 году, когда одержала победы в эстафете и спринте, а также финишировала второй в гонке преследования. Через год она увезла с аналогичных соревнований ещё три медали: золото в спринте и два серебра (в гонке преследования и эстафете). Юниорский чемпионат мира 2006 года ознаменовался для Нойнер также тремя наградами: двумя золотыми (в преследовании и эстафете) и одной серебряной за выступления в спринте. На своём последнем юниорском мировом чемпионате в 2008 году Нойнер вновь одержала победы в спринте и гонке преследования.
Эти успехи открыли ей дорогу во второй по важности эшелон мирового биатлона — Кубок Европы по биатлону. В сезоне 2005/2006 одержала победы в трёх гонках и заняла итоговое пятое место в общем зачёте. Столь значимые результаты позволили главному тренеру немецкой национальной команды Уве Мюссигангу включить Нойнер в состав основной национальной сборной для участия в Кубке мира.

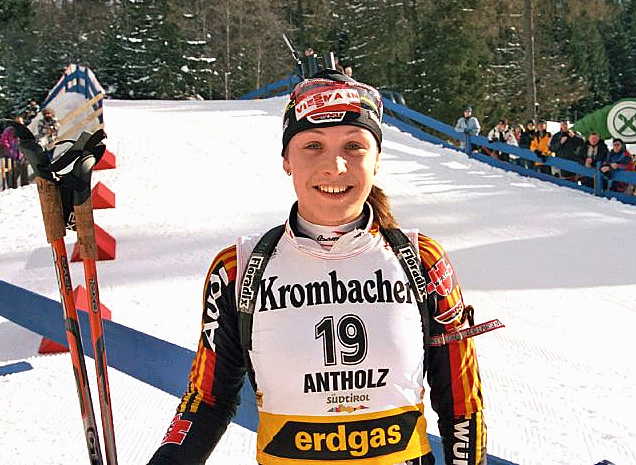
Нойнер на этапе кубка мира 2005/06 в Антерсельве

Дебют Нойнер в Кубке мира состоялся 13 января 2006 года, где она, выступая в качестве резервистки, заменила временно выбывшую из строя Уши Дизль. Первая гонка, спринт в немецком Рупольдинге, оказалась для неё неудачной — 41-е итоговое место без зачётных очков в общем зачёте Кубка мира. Несколько недель спустя, 16 марта, в финском Контиолахти Нойнер финишировала четвёртой.
Первая победа в рамках Кубка мира была одержана Нойнер в следующем году — 5 января 2007 в спринте на 7,5 км. Чуть позднее пришли и первые победы на чемпионате мира — в Антерсельве Нойнер одержала индивидуальные победы в спринте и гонке преследования, а в составе эстафетной команды взяв третье для себя «золото». Таким образом, Нойнер стала самой молодой трёхкратной чемпионкой мира по биатлону в истории. Как результат, в начале 2007 года в Германии она была признана лучшей спортсменкой в зимних видах спорта по итогам сезона и вошла в признанную лучшей спортивную команду (женская немецкая биатлонная команда). В конце года немецкие спортивные журналисты выбрали её лучшей спортсменкой года в Германии.
Следующий сезон принёс Нойнер ещё три высших награды чемпионата мира (в Эстерсунде ей не было равных в гонке с общего старта, а немецким эстафетным командам — в эстафете и миксте), победу в общем зачёте Кубка мира и два Малых хрустальных глобуса (в спринтерских гонках и гонках с общего старта).
Сезон 2008/2009 стал для Нойнер не таким успешным, как предыдущие. Несмотря на то, что она по итогам сезона завоевала очередной для себя Малый хрустальный глобус (на сей раз — в индивидуальных гонках), ей не удалось завоевать ни одной личной награды на пхёнчханском чемпионате мира, равно как и добиться значимых успехов в Кубке мира — по итогам сезона осталась за чертой призёров общего зачёта.
Олимпийский сезон 2009/2010 стал для Нойнер самым удачным годом в спортивной карьере. Дебютная для неё Олимпиада, проходившая в феврале 2010 года в Ванкувере, принесла сразу три награды и титул двукратной олимпийской чемпионки — на трассах Олимпийского парка Уистлера Нойнер не было равных в гонке преследования и гонке с общего старта, спринтерская же гонка принесла ей серебряную олимпийскую медаль. Помимо этого, Нойнер, как и в 2008 году, одержала победу в общем зачёте Кубка мира, став двукратной обладательницей Большого хрустального глобуса, а также добавила в свою коллекцию наград и два Малых хрустальных глобуса — на сей раз в зачёте гонок преследования и гонок с общего старта. Завершением триумфального сезона стала победа в смешанной эстафете на чемпионате мира, сделавшая Нойнер семикратной чемпионкой мира.
6 декабря 2011 года Нойнер на пресс-конференции в австрийском Леоганге объявила о том, что завершит карьеру после сезона 2011/2012.
Однако её последнее выступление состоялось в прощальном шоу в рамках Рождественской гонки 2012 в сезоне 2012/2013. В перерыве между масс-стартом и пасьютом основной «Гонки звезд» прошла гонка с участием звезд, которые уже закончили свою биатлонную карьеру. Здесь Нойнер стала второй, немного уступив итальянке Вирер.

## Стрельба Нойнер
| Сезон          | 2005/06   | 2005/06 | 2006/07   | 2006/07 | 2007/08   | 2007/08 | 2008/09   | 2008/09 | 2009/10   | 2009/10 | 2010/11   | 2010/11 | 2011/12   | 2011/12 | Всего за карьеру | Всего за карьеру |
| -------------- | --------- | ------- | --------- | ------- | --------- | ------- | --------- | ------- | --------- | ------- | --------- | ------- | --------- | ------- | ---------------- | ---------------- |
| Положение лёжа | 73 / 80   | 91 %    | 176 / 205 | 85 %    | 189 / 218 | 87 %    | 191 / 223 | 86 %    | 170 / 187 | 91 %    | 175 / 198 | 88 %    | 144 / 158 | 91 %    | 1124 / 1275      | 88 %             |
| Положение стоя | 52 / 80   | 65 %    | 135 / 213 | 63 %    | 133 / 222 | 60 %    | 150 / 228 | 66 %    | 137 / 189 | 72 %    | 150 / 200 | 75 %    | 117 / 161 | 73 %    | 879 / 1300       | 68 %             |
| Всего          | 125 / 160 | 78 %    | 311 / 418 | 74 %    | 322 / 440 | 73 %    | 341 / 451 | 76 %    | 307 / 376 | 82 %    | 325 / 398 | 81 %    | 261 / 319 | 82 %    | 2003 / 2575      | 78 %             |

## Скорость Нойнер
| Сезон           | 2005/06 | 2005/06 | 2006/07 | 2006/07 | 2007/08 | 2007/08 | 2008/09 | 2008/09 | 2009/10 | 2009/10 | 2010/11 | 2010/11 | 2011/12 | 2011/12 | Всего за карьеру |      |
| --------------- | ------- | ------- | ------- | ------- | ------- | ------- | ------- | ------- | ------- | ------- | ------- | ------- | ------- | ------- | ---------------- | ---- |
| Лучшая скорость | 0 / 10  | 0 %     | 7 / 24  | 29 %    | 19 / 25 | 76 %    | 14 / 25 | 56 %    | 9 / 21  | 43 %    | 12 / 21 | 57 %    | 2 / 18  | 11 %    | 63 / 144         | 44 % |
| Вторая скорость | 0 / 10  | 0 %     | 5 / 24  | 21 %    | 4 / 25  | 16 %    | 1 / 25  | 4 %     | 7 / 21  | 33 %    | 7 / 21  | 33 %    | 5 / 18  | 28 %    | 29 / 144         | 20 % |
| Третья скорость | 0 / 10  | 0 %     | 7 / 24  | 29 %    | 2 / 25  | 8 %     | 3 / 25  | 12 %    | 1 / 21  | 5 %     | 0 / 21  | 0 %     | 5 / 18  | 28 %    | 18 / 144         | 13 % |
| Иные результаты | 10 / 10 | 100 %   | 5 / 24  | 21 %    | 0 / 25  | 0 %     | 7 / 25  | 28 %    | 4 / 21  | 19 %    | 2 / 21  | 10 %    | 6 / 18  | 33 %    | 34 /             | 24 % |

## Статистика выступления на Олимпийских играх

### Сводная статистика выступлений
| Год  | Место проведения | Спринт | Гонка преследования | Индивидуальная гонка | Гонка с общего старта | Эстафета |
| ---- | ---------------- | ------ | ------------------- | -------------------- | --------------------- | -------- |
| 2010 | Ванкувер         | 2      | 1                   | 10                   | 1                     | —        |

### Зимние Олимпийские игры 2010

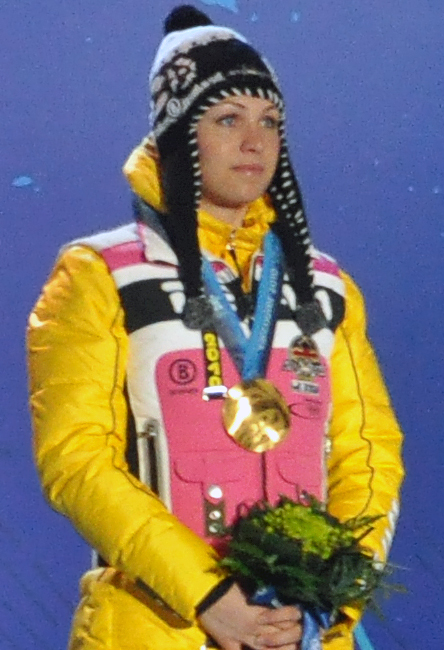
Нойнер на Олимпиаде-2010 в Ванкувере

XXI зимние Олимпийские игры, проходившие с 12 по 28 февраля 2010 года в канадском Ванкувере, стали для Нойнер единственными в карьере.
В дебютной для себя олимпийской гонке — спринте на 7,5 километра она, лидируя по ходу дистанции, имела все шансы на победу. Но промах, допущенный на втором огневом рубеже, стал фатальным. Она уступила представительнице Словакии Анастасии Кузьминой секунду и пять десятых. Итогом гонки для Нойнер стала серебряная медаль.
Высокая позиция в спринте позволила Нойнер ещё до старта гонки преследования быть в числе её основных фаворитов. Прогнозы специалистов оправдали себя — допустив два промаха на четырёх огневых рубежах, Нойнер опередила Кузьмину и завоевала золотую медаль.
Через пять дней вторая победа в Олимпийском парке Уистлера была одержана в рамках гонки с общего старта. Безошибочная стрельба и хорошиё бег на заключительном огневом рубеже позволили Нойнер, не входившей по ходу гонки в группу лидеров, обогнать на финишном отрезке представительницу сборной команды России Ольгу Зайцеву и соотечественницу Симону Хаусвальд.
Завоевав три индивидуальные медали, Нойнер обеспечила себе место в эстафетной команде. Однако, она неожиданно отказалась от участия в олимпийской эстафете в пользу завершающей спортивную карьеру Мартины Бек, предоставив той шанс завоевать в рамках последней для себя Олимпиады хотя бы одну медаль.
Национальный олимпийский комитет Германии удостоил Нойнер чести выступать в качестве знаменосца национальной сборной на церемонии закрытия Олимпиады.

## Статистика выступлений на чемпионатах мира по биатлону
| Чемпионат мира            | Спринт                                             | Гонка преследования                                | Индивид. гонка                                     | Масс-старт                                         | Эстафета                                           | Смешанная эстафета |
| ------------------------- | -------------------------------------------------- | -------------------------------------------------- | -------------------------------------------------- | -------------------------------------------------- | -------------------------------------------------- | ------------------ |
| 2007 Антхольц-Антерсельва | 1                                                  | 1                                                  | —                                                  | 14                                                 | 1                                                  | —                  |
| 2008 Эстерсунд            | 17                                                 | 6                                                  | —                                                  | 1                                                  | 1                                                  | 1                  |
| 2009 Пхёнчхан             | 8                                                  | 11                                                 | —                                                  | 7                                                  | 2                                                  | —                  |
| 2010 Ханты-Мансийск       | гонки не проводились в связи с Олимпийскими играми | гонки не проводились в связи с Олимпийскими играми | гонки не проводились в связи с Олимпийскими играми | гонки не проводились в связи с Олимпийскими играми | гонки не проводились в связи с Олимпийскими играми | 1                  |
| 2011 Ханты-Мансийск       | 1                                                  | 2                                                  | 5                                                  | 1                                                  | 1                                                  | 2                  |
| 2012 Рупольдинг           | 1                                                  | 2                                                  | 23                                                 | 10                                                 | 1                                                  | 3                  |

## Статистика выступлений в Кубке мира по биатлону

### Итоговая статистика выступлений по сезонам
| Сезон     | Индивидуальные гонки | Индивидуальные гонки | Индивидуальные гонки | Спринтерские гонки | Спринтерские гонки | Спринтерские гонки | Гонки преследования | Гонки преследования | Гонки преследования | Гонки с общего старта | Гонки с общего старта | Гонки с общего старта | Общий зачёт | Общий зачёт | Общий зачёт |
| Сезон     | Гонки                | Очки                 | Место                | Гонки              | Очки               | Место              | Гонки               | Очки                | Место               | Гонки                 | Очки                  | Место                 | Гонки       | Очки        | Место       |
| --------- | -------------------- | -------------------- | -------------------- | ------------------ | ------------------ | ------------------ | ------------------- | ------------------- | ------------------- | --------------------- | --------------------- | --------------------- | ----------- | ----------- | ----------- |
| 2005/06   | 0/3                  | —                    | —                    | 4/10               | 65                 | 33                 | 4/8                 | 65                  | 30                  | 2/5                   | 34                    | 30                    | 10/26       | 164         | 34          |
| 2006/07   | 2/4                  | 34                   | 25                   | 10/10              | 285                | 4                  | 8/8                 | 283                 | 2                   | 4/5                   | 114                   | 10                    | 24/27       | 720         | 4           |
| 2007/08   | 2/3                  | 33                   | 20                   | 10/10              | 326                | 1                  | 8/8                 | 232                 | 5                   | 5/5                   | 186                   | 1                     | 25/26       | 818         | 1           |
| 2008/09   | 3/4                  | 129                  | 1                    | 10/10              | 358                | 2                  | 7/7                 | 231                 | 5                   | 5/5                   | 146                   | 8                     | 25/26       | 891         | 4           |
| 2009/2010 | 3/4                  | 114                  | 6                    | 8/10               | 334                | 2                  | 6/6                 | 256                 | 1                   | 4/5                   | 216                   | 1                     | 21/25       | 933         | 1           |
| 2010/11   | 3/4                  | 99                   | 14                   | 8/10               | 404                | 1                  | 5/7                 | 221                 | 6                   | 5/5                   | 228                   | 2                     | 21/26       | 952         | 5           |
| 2011/12   | 3/3                  | 114                  | 4                    | 10/10              | 571                | 1                  | 8/8                 | 372                 | 2                   | 4/5                   | 177                   | 7                     | 25/26       | 1216        | 1           |

### Все старты в рамках этапов Кубка мира (включая чемпионаты мира и Олимпийские игры)
| Результат          | Индивидуальные гонки | Спринтерские гонки | Гонки преследования | Гонки с общего старта | Эстафеты 4х6 км | Смешанные эстафеты | Всего |
| ------------------ | -------------------- | ------------------ | ------------------- | --------------------- | --------------- | ------------------ | ----- |
| 1 место            | 1                    | 18                 | 7                   | 8                     | 10              | 3                  | 47    |
| 2 место            | —                    | 3                  | 6                   | 1                     | 3               | 2                  | 15    |
| 3 место            | 3                    | 9                  | 3                   | 3                     | —               | 1                  | 19    |
| С призовыми очками | 14                   | 58                 | 43                  | 27                    | x               | x                  | 142   |
| Без призовых очков | 1                    | 1                  | 1                   | —                     | x               | x                  | 3     |
| Старты             | 15                   | 59                 | 44                  | 27                    | 13              | 6                  | 164   |

### Все победы на этапах Кубка мира
| #   | Дата            | Место проведения гонки | Дисциплина            |
| --- | --------------- | ---------------------- | --------------------- |
| 1.  | 5 января 2007   | Оберхоф                | Спринтерская гонка    |
| 2.  | 3 февраля 2007  | Антхольц-Антерсельва1  | Спринтерская гонка    |
| 3.  | 4 февраля 2007  | Антхольц-Антерсельва1  | Гонка преследования   |
| 4.  | 10 марта 2007   | Хольменколлен          | Гонка преследования   |
| 5.  | 11 марта 2007   | Хольменколлен          | Гонка с общего старта |
| 6.  | 15 марта 2007   | Ханты-Мансийск         | Спринтерская гонка    |
| 7.  | 17 марта 2007   | Ханты-Мансийск         | Гонка преследования   |
| 8.  | 6 января 2008   | Оберхоф                | Гонка с общего старта |
| 9.  | 16 февраля 2008 | Эстерсунд2             | Гонка с общего старта |
| 10. | 28 февраля 2008 | Пхёнчхан               | Спринтерская гонка    |
| 11. | 6 марта 2008    | Ханты-Мансийск         | Спринтерская гонка    |
| 12. | 16 января 2009  | Рупольдинг             | Спринтерская гонка    |
| 13. | 18 января 2009  | Рупольдинг             | Гонка преследования   |
| 14. | 28 марта 2009   | Ханты-Мансийск         | Гонка преследования   |
| 15. | 20 января 2010  | Антхольц-Антерсельва   | Индивидуальная гонка  |
| 16. | 22 января 2010  | Антхольц-Антерсельва   | Спринтерская гонка    |
| 17. | 16 февраля 2010 | Ванкувер3              | Гонка преследования   |
| 18. | 21 февраля 2010 | Ванкувер3              | Гонка с общего старта |
| 19. | 27 марта 2010   | Ханты-Мансийск         | Гонка с общего старта |
| 20. | 18 декабря 2010 | Поклюка                | Спринтерская гонка    |
| 21. | 13 февраля 2011 | Форт-Кент              | Гонка с общего старта |
| 22. | 5 марта 2011    | Ханты-Мансийск5        | Спринтерская гонка    |
| 23. | 12 марта 2011   | Ханты-Мансийск5        | Гонка с общего старта |
| 24. | 17 марта 2011   | Хольменколлен          | Спринтерская гонка    |
| 25. | 3 декабря 2011  | Эстерсунд              | Спринтерская гонка    |
| 26. | 9 декабря 2011  | Хохфильцен             | Спринтерская гонка    |
| 27. | 6 января 2012   | Оберхоф                | Спринтерская гонка    |
| 28. | 8 января 2012   | Оберхоф                | Гонка с общего старта |
| 29. | 19 января 2012  | Антхольц-Антерсельва   | Спринтерская гонка    |
| 30. | 2 февраля 2012  | Хольменколлен          | Спринтерская гонка    |
| 31. | 4 февраля 2012  | Хольменколлен          | Гонка преследования   |
| 32. | 11 февраля 2012 | Контиолахти            | Спринтерская гонка    |
| 33. | 3 марта 2012    | Рупольдинг6            | Спринтерская гонка    |
| 34. | 16 марта 2012   | Ханты-Мансийск         | Спринтерская гонка    |

| #   | Дата            | Место проведения гонки | Дисциплина         |
| --- | --------------- | ---------------------- | ------------------ |
| 1.  | 11 февраля 2007 | Антхольц-Антерсельва1  | Эстафета 4x6 км    |
| 2.  | 16 декабря 2007 | Поклюка                | Эстафета 4х6 км    |
| 3.  | 9 января 2008   | Рупольдинг             | Эстафета 4х6 км    |
| 4.  | 12 февраля 2008 | Эстерсунд2             | Смешанная эстафета |
| 5.  | 17 февраля 2008 | Эстерсунд2             | Эстафета 4х6 км    |
| 6.  | 21 декабря 2008 | Хохфильцен             | Эстафета 4х6 км    |
| 7.  | 14 января 2009  | Рупольдинг             | Эстафета 4х6 км    |
| 8.  | 14 марта 2009   | Ванкувер               | Эстафета 4х6 км    |
| 9.  | 28 марта 2010   | Ханты-Мансийск4        | Смешанная эстафета |
| 10. | 11 декабря 2010 | Хохфильцен             | Эстафета 4х6 км    |
| 11. | 5 февраля 2011  | Преск-Айл              | Смешанная эстафета |
| 12. | 13 марта 2011   | Ханты-Мансийск5        | Эстафета 4х6 км    |
| 13. | 10 марта 2012   | Рупольдинг6            | Эстафета 4х6 км    |

Примечания:
1.↑  В рамках чемпионата мира 2007 года
2.↑  В рамках чемпионата мира 2008 года
3.↑  В рамках XXI зимних Олимпийских игр
4.↑  В рамках чемпионата мира 2010 года
5.↑  В рамках чемпионата мира 2011 года
6.↑  В рамках чемпионата мира 2012 года

### Кубок мира по биатлону 2006/07
| Результаты выступлений на этапах Кубка мира по биатлону 2006/07 | Результаты выступлений на этапах Кубка мира по биатлону 2006/07 | Результаты выступлений на этапах Кубка мира по биатлону 2006/07 | Результаты выступлений на этапах Кубка мира по биатлону 2006/07 | Результаты выступлений на этапах Кубка мира по биатлону 2006/07 | Результаты выступлений на этапах Кубка мира по биатлону 2006/07 | Результаты выступлений на этапах Кубка мира по биатлону 2006/07 | Результаты выступлений на этапах Кубка мира по биатлону 2006/07 | Результаты выступлений на этапах Кубка мира по биатлону 2006/07 |
| Этап                                                            | Место проведения                                                | Индивидуальная гонка                                            | Спринтерская гонка                                              | Гонка преследования                                             | Гонка с общего старта                                           | Эстафета 4 х 6 км                                               | Смешанная эстафета                                              |                                                                 |
| --------------------------------------------------------------- | --------------------------------------------------------------- | --------------------------------------------------------------- | --------------------------------------------------------------- | --------------------------------------------------------------- | --------------------------------------------------------------- | --------------------------------------------------------------- | --------------------------------------------------------------- | --------------------------------------------------------------- |
| 1                                                               | Эстерсунд                                                       | 33                                                              | 15                                                              | 7                                                               | -                                                               | -                                                               | -                                                               |                                                                 |
| 2                                                               | Хохфильцен                                                      | -                                                               | 27                                                              | 8                                                               | -                                                               | 2                                                               | -                                                               |                                                                 |
| 3                                                               | Хохфильцен                                                      | DNS                                                             | 9                                                               | -                                                               | -                                                               | DNS                                                             | -                                                               |                                                                 |
| 4                                                               | Оберхоф                                                         | -                                                               | 1                                                               | 3                                                               | -                                                               | DNS                                                             | -                                                               |                                                                 |
| 5                                                               | Рупольдинг                                                      | -                                                               | 16                                                              | -                                                               | 15                                                              | 2                                                               | -                                                               |                                                                 |
| 6                                                               | Поклюка                                                         | -                                                               | 10                                                              | 9                                                               | DNS                                                             | -                                                               | -                                                               |                                                                 |
| ЧМ                                                              | Антхольц-Антерсельва                                            | DNS                                                             | 1                                                               | 1                                                               | 14                                                              | 1                                                               | DNS                                                             |                                                                 |
| 7                                                               | Контиолахти                                                     | 6                                                               | 24                                                              | 40                                                              | -                                                               | -                                                               | -                                                               |                                                                 |
| 8                                                               | Хольменколлен                                                   | -                                                               | 3                                                               | 1                                                               | 1                                                               | -                                                               | -                                                               |                                                                 |
| 9                                                               | Ханты-Мансийск                                                  | -                                                               | 1                                                               | 1                                                               | 8                                                               | -                                                               | -                                                               |                                                                 |
| Примечания: «—» — гонка не проводилась; «DNS» — не стартовала   |                                                                 |                                                                 |                                                                 |                                                                 |                                                                 |                                                                 |                                                                 |                                                                 |

По результатам Кубка мира, состоявшего из девяти этапов (включая чемпионат мира в итальянской Антхольц-Антерсельве) Магдалена, набрав 720 очков, заняла 4 место в общем зачёте. Отставание от обладательницы Кубка мира Андреи Хенкель составило 150 очков, от занявшей третье место Анны-Карин Олофссон — 140 очков.
Первый полный сезон в Кубке мира сложился для Нойнер более чем удачно, хотя его начало и казалось невыразительным: единственным успехом до начала «золотой классики» (этапов в Оберхофе, Рупольдинге и Антхольц-Антерсельва) была серебряная медаль, завоёванная Нойнер в составе эстафетной команды в австрийском Хохфильцене. Несмотря на то, что перед стартом чемпионата мира Нойнер удалось одержать первую в карьере победу в спринтерской гонке, проходившей в немецком Оберхофе, никто из специалистов не рассматривал еёр в качестве претендентки на борьбу за награды. Итальянский чемпионат мира Нойнер завершила в ранге самой молодой трёхкратной чемпионки мира, одержав личные победы в спринтерской гонке и гонке преследования, а помимо этого — третью победу в составе женской эстафетной команды. Череда побед продолжилась и после завершения мирового форума, однако, нестабильная стрельба и уверенное выступление соперниц не позволили ей подняться выше четвёртого места в общем зачёте Кубка мира, хотя продемонстрированный Нойнер потенциал не оставлял сомнения в её способности в дальнейшем бороться за куда более высокие места и самые серьёзные титулы.

### Кубок мира по биатлону 2007/08
| Результаты выступлений на этапах Кубка мира по биатлону 2007/08 | Результаты выступлений на этапах Кубка мира по биатлону 2007/08 | Результаты выступлений на этапах Кубка мира по биатлону 2007/08 | Результаты выступлений на этапах Кубка мира по биатлону 2007/08 | Результаты выступлений на этапах Кубка мира по биатлону 2007/08 | Результаты выступлений на этапах Кубка мира по биатлону 2007/08 | Результаты выступлений на этапах Кубка мира по биатлону 2007/08 | Результаты выступлений на этапах Кубка мира по биатлону 2007/08 | Результаты выступлений на этапах Кубка мира по биатлону 2007/08 |
| Этап                                                            | Место проведения                                                | Индивидуальная гонка                                            | Спринтерская гонка                                              | Гонка преследования                                             | Гонка с общего старта                                           | Эстафета 4×6 км                                                 | Смешанная эстафета                                              |                                                                 |
| --------------------------------------------------------------- | --------------------------------------------------------------- | --------------------------------------------------------------- | --------------------------------------------------------------- | --------------------------------------------------------------- | --------------------------------------------------------------- | --------------------------------------------------------------- | --------------------------------------------------------------- | --------------------------------------------------------------- |
| 1                                                               | Контиолахти                                                     | 30                                                              | 7                                                               | 17                                                              | -                                                               | -                                                               | -                                                               |                                                                 |
| 2                                                               | Хохфильцен                                                      | -                                                               | 12                                                              | 4                                                               | -                                                               | DNS                                                             | -                                                               |                                                                 |
| 3                                                               | Поклюка                                                         | 7                                                               | 3                                                               | -                                                               | -                                                               | 1                                                               | -                                                               |                                                                 |
| 4                                                               | Оберхоф                                                         | -                                                               | 3                                                               | -                                                               | 1                                                               | DNS                                                             | -                                                               |                                                                 |
| 5                                                               | Рупольдинг                                                      | -                                                               | 11                                                              | 16                                                              | -                                                               | 1                                                               | -                                                               |                                                                 |
| 6                                                               | Антхольц-Антерсельва                                            | -                                                               | 8                                                               | 4                                                               | 4                                                               | -                                                               | -                                                               |                                                                 |
| ЧМ                                                              | Эстерсунд                                                       | DNS                                                             | 17                                                              | 6                                                               | 1                                                               | 1                                                               | 1                                                               |                                                                 |
| 7                                                               | Пхёнчхан                                                        | -                                                               | 1                                                               | 6                                                               | -                                                               | -                                                               | -                                                               |                                                                 |
| 8                                                               | Ханты-Мансийск                                                  | -                                                               | 1                                                               | 5                                                               | 2                                                               | -                                                               | -                                                               |                                                                 |
| 9                                                               | Хольменколлен                                                   | -                                                               | 7                                                               | 7                                                               | 9                                                               | -                                                               | -                                                               |                                                                 |
| Примечания: «—-» — гонка не проводилась; «DNS» — не стартовала  |                                                                 |                                                                 |                                                                 |                                                                 |                                                                 |                                                                 |                                                                 |                                                                 |

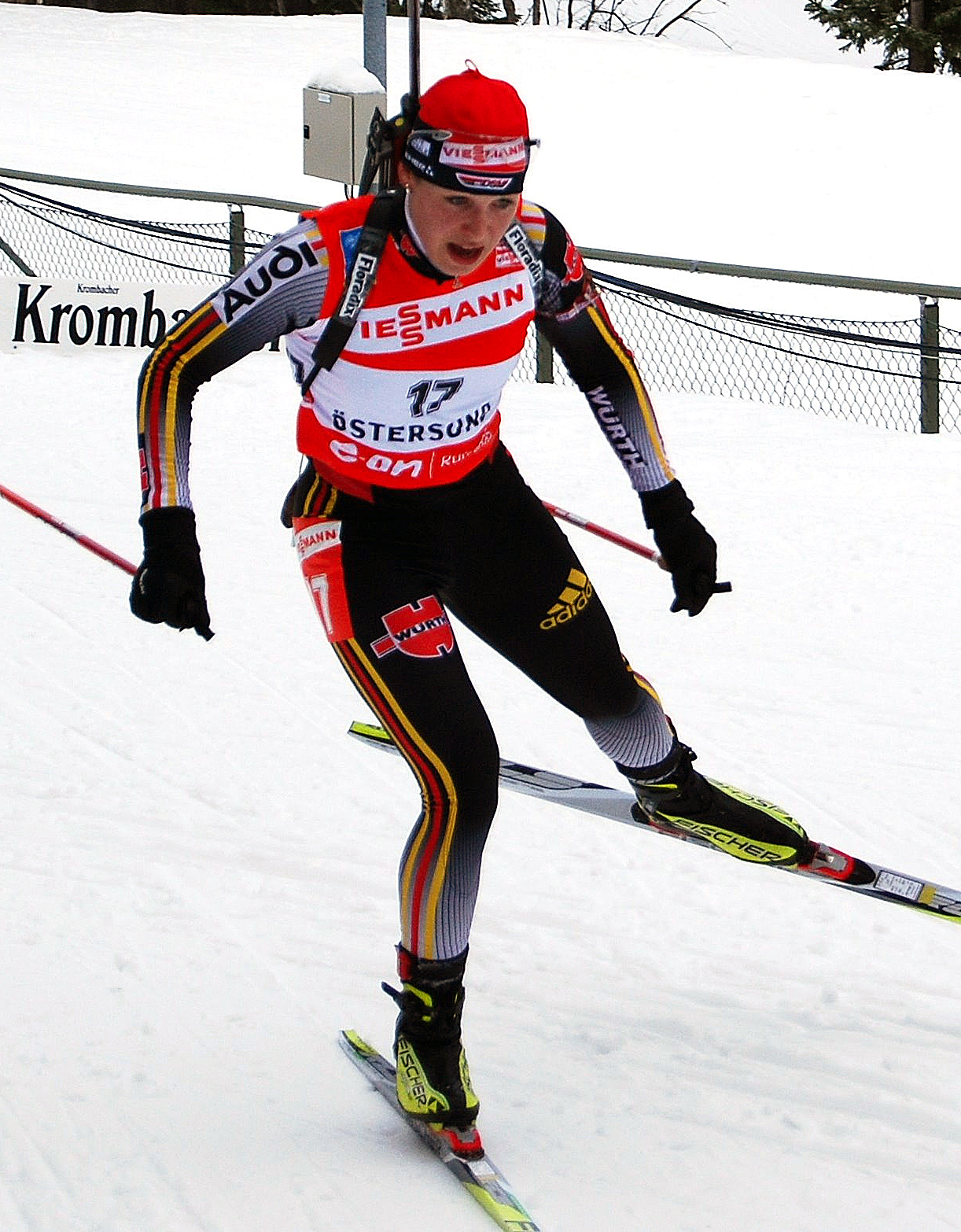
Нойнер на ЧМ в Эстерсунде, февраль 2008 года

По результатам очередного розыгрыша Кубка мира, состоявшего из 10 этапов (включая чемпионат мира в шведском Эстерсунде), Нойнер удалось, набрав 818 очков, занять первое место в общем зачёте и завоевать титул обладательницы Кубка мира. Её превосходство над ближайшим преследователем, Сандрин Байи, составило 13 очков.
В целом для спортсменки сезон выдался неровным, хотя ещё до его начала некоторые спортивные комментаторы и журналисты сомневались в способности Нойнер закрепить достигнутые годом ранее успехи, ссылаясь на «синдром второго года» у ярко проявивших себя новичков и болезнь Нойнер во время предсезонной подготовки. Первые этапы действительно не принесли Нойнер призовых мест, однако позволили набрать существенное количество призовых очков как в общем зачёте Кубка мира, так и в отдельных его дисциплинах. Начиная с этапа в словенской Поклюке, результаты Нойнер существенно улучшились: ей удалось несколько раз финишировать в тройке сильнейших как в личных, так и в командных гонках. Первой индивидуальной победой Магдалены в сезоне 2007/2008 гг. стала победа в гонке с общего старта на домашнем этапе в Оберхофе, где она с весьма значительным преимуществом финишировала с флагом Германии в руках. Продолжилась череда побед и на чемпионате мира, проходившем в этом сезоне в шведском Эстерсунде. Даже несмотря на то, что начало мирового биатлонного форума было для Нойнер обескураживающим — в день своего рождения, уверенно лидируя в спринтерской гонке, она допустила три промаха на заключительном огневом рубеже и в итоге оказалась далеко за чертой призёров, в дальнейшем ей удалось одержать победу в гонке с общего старта, а также внести свой значительный вклад в победу сборных команд Германии в женской и смешанной эстафетах. Таким образом, второй для себя чемпионат мира в карьере Нойнер завершила уже в ранге шестикратной чемпионки мира. Удачное выступление на этапе в Ханты-Мансийске позволило Нойнер возглавить общий зачёт Кубка мира, а также досрочно одержать победу в розыгрыше Малого Кубка мира по результатам гонок с общего старта. Несмотря на посредственные результаты, показанные Нойнер в заключительных гонках на этапе в норвежском Хольменколлене, ей удалось одержать победу не только в розыгрыше Малого Кубка мира по результатам спринтерских гонок, но и победу в общем зачёте, поскольку её главные соперницы Андреа Хенкель и Сандрин Байи выступили ещё хуже.

### Кубок мира по биатлону 2008/09
| Результаты выступлений на этапах Кубка мира по биатлону 2008/09 | Результаты выступлений на этапах Кубка мира по биатлону 2008/09 | Результаты выступлений на этапах Кубка мира по биатлону 2008/09 | Результаты выступлений на этапах Кубка мира по биатлону 2008/09 | Результаты выступлений на этапах Кубка мира по биатлону 2008/09 | Результаты выступлений на этапах Кубка мира по биатлону 2008/09 | Результаты выступлений на этапах Кубка мира по биатлону 2008/09 | Результаты выступлений на этапах Кубка мира по биатлону 2008/09 | Результаты выступлений на этапах Кубка мира по биатлону 2008/09 |
| Этап                                                            | Место проведения                                                | Индивидуальная гонка                                            | Спринтерская гонка                                              | Гонка преследования                                             | Гонка с общего старта                                           | Эстафета 4 х 6 км                                               | Смешанная эстафета                                              |                                                                 |
| --------------------------------------------------------------- | --------------------------------------------------------------- | --------------------------------------------------------------- | --------------------------------------------------------------- | --------------------------------------------------------------- | --------------------------------------------------------------- | --------------------------------------------------------------- | --------------------------------------------------------------- | --------------------------------------------------------------- |
| 1                                                               | Эстерсунд                                                       | 3                                                               | 3                                                               | 17                                                              | -                                                               | -                                                               | -                                                               |                                                                 |
| 2                                                               | Хохфильцен                                                      | -                                                               | 19                                                              | 27                                                              | -                                                               | DNS                                                             | -                                                               |                                                                 |
| 3                                                               | Хохфильцен                                                      | 6                                                               | 5                                                               | -                                                               | -                                                               | 1                                                               | -                                                               |                                                                 |
| 4                                                               | Оберхоф                                                         | -                                                               | 11                                                              | -                                                               | 4                                                               | DNS                                                             | -                                                               |                                                                 |
| 5                                                               | Рупольдинг                                                      | -                                                               | 1                                                               | 1                                                               | -                                                               | 1                                                               | -                                                               |                                                                 |
| 6                                                               | Антхольц-Антерсельва                                            | -                                                               | 14                                                              | 8                                                               | 6                                                               | -                                                               | -                                                               |                                                                 |
| ЧМ                                                              | Пхёнчхан                                                        | DNS                                                             | 8                                                               | 11                                                              | 7                                                               | 2                                                               | DNS                                                             |                                                                 |
| 7                                                               | Ванкувер                                                        | 4                                                               | 2                                                               | -                                                               | -                                                               | 1                                                               | -                                                               |                                                                 |
| 8                                                               | Тронхейм                                                        | -                                                               | 25                                                              | 18                                                              | 14                                                              | -                                                               | -                                                               |                                                                 |
| 9                                                               | Ханты-Мансийск                                                  | -                                                               | 4                                                               | 1                                                               | 12                                                              | -                                                               | -                                                               |                                                                 |
| Примечания: «—-» — гонка не проводилась; «DNS» — не стартовала  |                                                                 |                                                                 |                                                                 |                                                                 |                                                                 |                                                                 |                                                                 |                                                                 |

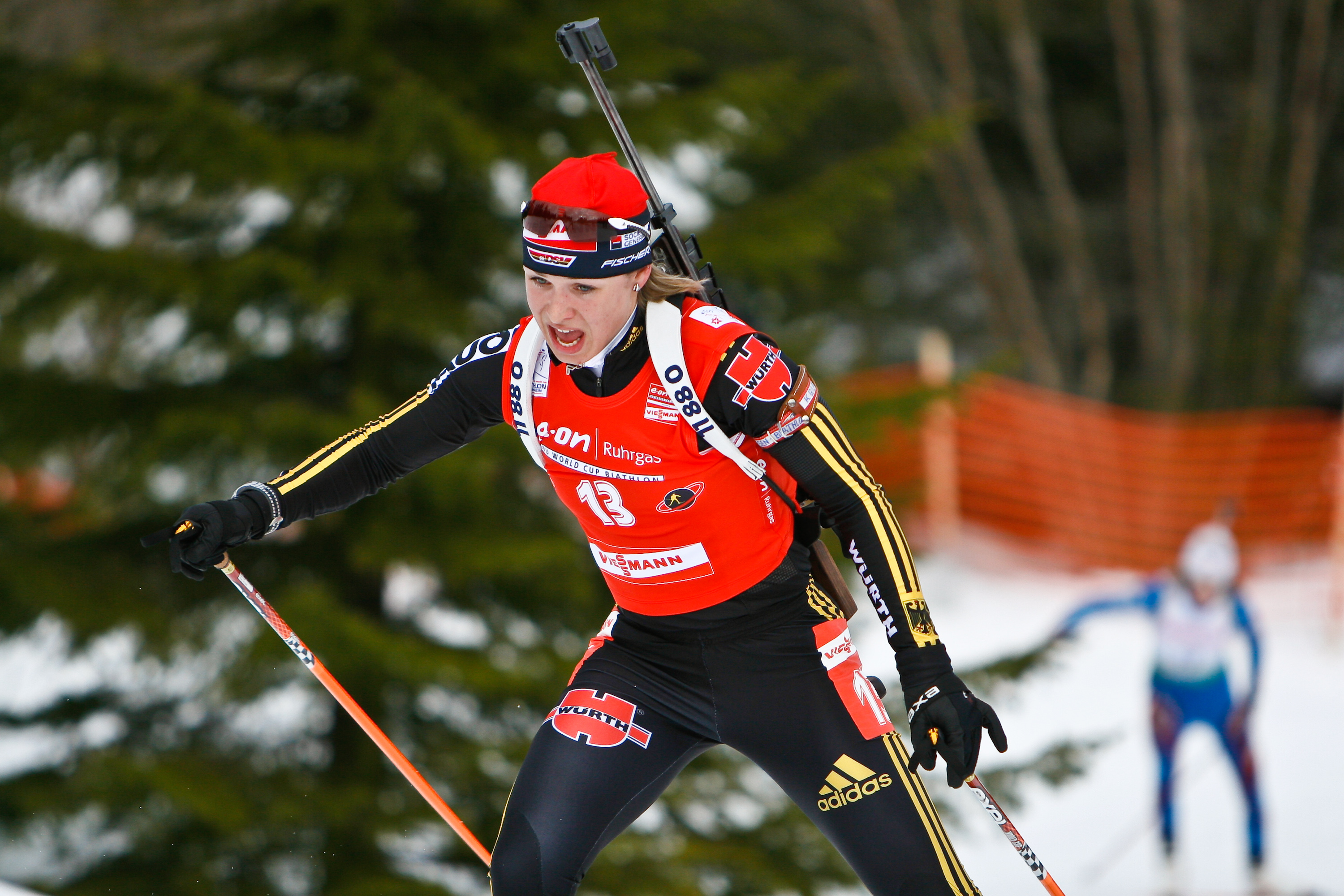
Нойнер на этапе Кубка мира в Тронхейме,
март 2009 года

По результатам Кубка мира по биатлону 2008/2009 (включая чемпионат мира в южнокорейском Пхёнчхане) Нойнер заняла 4 место в общем зачёте, набрав 891 очко. Отставание от обладательницы Большого хрустального глобуса Хелены Юнссон и занявшей второе место с тем же количеством очков (952) Кати Вильхельм (Юнссон стала обладательницей Кубка мира по результатам сравнения дополнительных показателей) составило 61 очко, а от занявшей третье место Туры Бергер — 3 очка.
Кроме того, по итогам сезона Нойнер стала обладательницей Малого Кубка мира в зачёте индивидуальных гонок.

### Кубок мира по биатлону 2009/10
| Результаты выступлений на этапах Кубка мира по биатлону 2009/10 | Результаты выступлений на этапах Кубка мира по биатлону 2009/10 | Результаты выступлений на этапах Кубка мира по биатлону 2009/10 | Результаты выступлений на этапах Кубка мира по биатлону 2009/10 | Результаты выступлений на этапах Кубка мира по биатлону 2009/10 | Результаты выступлений на этапах Кубка мира по биатлону 2009/10 | Результаты выступлений на этапах Кубка мира по биатлону 2009/10 | Результаты выступлений на этапах Кубка мира по биатлону 2009/10 | Результаты выступлений на этапах Кубка мира по биатлону 2009/10 |
| Этап                                                            | Место проведения                                                | Индивидуальная гонка                                            | Спринтерская гонка                                              | Гонка преследования                                             | Гонка с общего старта                                           | Эстафета 4 х 6 км                                               | Смешанная эстафета                                              |                                                                 |
| --------------------------------------------------------------- | --------------------------------------------------------------- | --------------------------------------------------------------- | --------------------------------------------------------------- | --------------------------------------------------------------- | --------------------------------------------------------------- | --------------------------------------------------------------- | --------------------------------------------------------------- | --------------------------------------------------------------- |
| 1                                                               | Эстерсунд                                                       | DNS                                                             | DNS                                                             | -                                                               | -                                                               | DNS                                                             | -                                                               |                                                                 |
| 2                                                               | Хохфильцен                                                      | -                                                               | 29                                                              | 28                                                              | -                                                               | DNS                                                             | -                                                               |                                                                 |
| 3                                                               | Поклюка                                                         | 18                                                              | 3                                                               | 2                                                               | -                                                               | -                                                               | -                                                               |                                                                 |
| 4                                                               | Оберхоф                                                         | -                                                               | DNS                                                             | -                                                               | DNS                                                             | DNS                                                             | -                                                               |                                                                 |
| 5                                                               | Рупольдинг                                                      | -                                                               | 3                                                               | -                                                               | 3                                                               | 4                                                               | -                                                               |                                                                 |
| 6                                                               | Антхольц-Антерсельва                                            | 1                                                               | 1                                                               | 2                                                               | -                                                               | -                                                               | -                                                               |                                                                 |
| ОИ                                                              | Ванкувер                                                        | 10                                                              | 2                                                               | 1                                                               | 1                                                               | DNS                                                             | -                                                               |                                                                 |
| 7                                                               | Контиолахти                                                     | -                                                               | 5                                                               | 2                                                               | -                                                               | -                                                               | 2                                                               |                                                                 |
| 8                                                               | Хольменколлен                                                   | -                                                               | 6                                                               | 8                                                               | 3                                                               | -                                                               | -                                                               |                                                                 |
| 9                                                               | Ханты-Мансийск                                                  | -                                                               | 8                                                               | -                                                               | 1                                                               | -                                                               | -                                                               |                                                                 |
| ЧМ                                                              | Ханты-Мансийск                                                  | -                                                               | -                                                               | -                                                               | -                                                               | -                                                               | 1                                                               |                                                                 |
| Примечания: «—-» — гонка не проводилась; «DNS» — не стартовала  |                                                                 |                                                                 |                                                                 |                                                                 |                                                                 |                                                                 |                                                                 |                                                                 |

Первый этап в сезоне, проходивший в шведском Эстерсунде, Нойнер вынуждена была пропустить из-за болезни , поэтому отчёт её выступлений ведётся со второго этапа, проходившего в австрийском Хохфильцене. В Австрии спринт и проходившая по его итогам гонка преследования принесли Нойнер 29 и 28 места соответственно.
Третий этап, который прошёл в словенском местечке Поклюка принёс Нойнер первые в сезоне подиумы — 3-е место в спринте и 2-е в гонке преследования. В индивидуальной гонке она не смогла финишировать в десятке лучших, заняв 18-е место.
Следующий этап, проходивший в немецком Оберхофе, Нойнер вновь была вынуждена пропустить из-за травмы спины, полученной ей на разминке перед первой гонкой.
На втором «домашнем» этапе, проходившем на сей раз в Рупольдинге, Магдалена смогла дважды (в спринте и в гонке с общего старта) взойти на третью строчку пьедестала почёта. Однако, положительные впечатления от выступления Нойнер на родной земле были смазаны эстафетным провалом.
Последний предолимпийский шестой этап на высокогорье, в итальянской Антхольц-Антерсельве, стал для Нойнер триумфальным. В индивидуальной гонке она впервые в сезоне взошла на высшую ступень пьедестала почёта, что стало и её первой победой в карьере в данном виде гонок. Показала великолепную лыжную подготовку, и несмотря на 3 штрафные минуты, пришла к финишу первой. В спринтерской гонке она вновь продемонстрировала отличную лыжную подготовку и допустив один промах снова опередила всех конкуренток, оформив тем самым свою 16-ю индивидуальную победу на этапах Кубка мира. В состоявшейся по результатам спринта гонке преследования у Нойнер был шанс оформить на этапе хет-трик, но промах на последнем огневом рубеже позволил её подруге по команде Андреа Хенкель опередить Нойнер и одержать победу.
Высокие позиции Нойнер (5-е место в спринте и 2-е в гонке преследования) на этапе в финском местечке Контиолахти, стартовавшем чуть менее, чем через две недели после завершения Олимпиады, позволили ей довести отрыв от главной соперницы в борьбе за Большой хрустальный глобус, шведки Хелены Юнссон до 32 очков и упрочить своё лидерство в общем зачёте Кубка мира.
На предпоследнем в сезоне этапе, проходившем в норвежском Хольменколлене, Нойнер был завоёван четвёртый в карьере Малый хрустальный глобус (на сей раз — в зачёте гонок преследования). Кроме этого она в третий раз за сезон поднялась на пьедестал почёта в гонке с общего старта. Перед заключительным этапом отрыв Лены от ближайшей преследовательницы в общем зачёте, соотечественницы Сими Хаусвальд, обошедшей за счёт трёх побед на этапе Хелену Юнссон, составлял 42 очка.
На заключительном этапе сезона, проходившем в Ханты-Мансийске, Нойнер в очередной раз одержала победу в гонке общего старта, что позволило завоевать ей не только второй в сезоне Малый хрустальный глобус, но и набрав 933 очка оформить вторую для себя итоговую победу в общем зачёте Кубка мира. Помимо этого Нойнер, в составе сборной команды Германии, стала победительницей в смешанной эстафете, проходившей на данном этапе в рамках чемпионата мира.

### Кубок мира по биатлону 2010/11
| Результаты выступлений на этапах Кубка мира по биатлону 2010/11 | Результаты выступлений на этапах Кубка мира по биатлону 2010/11 | Результаты выступлений на этапах Кубка мира по биатлону 2010/11 | Результаты выступлений на этапах Кубка мира по биатлону 2010/11 | Результаты выступлений на этапах Кубка мира по биатлону 2010/11 | Результаты выступлений на этапах Кубка мира по биатлону 2010/11 | Результаты выступлений на этапах Кубка мира по биатлону 2010/11 | Результаты выступлений на этапах Кубка мира по биатлону 2010/11 | Результаты выступлений на этапах Кубка мира по биатлону 2010/11 |
| Этап                                                            | Место проведения                                                | Индивидуальная гонка                                            | Спринтерская гонка                                              | Гонка преследования                                             | Гонка с общего старта                                           | Эстафета 4 х 6 км                                               | Смешанная эстафета                                              |                                                                 |
| --------------------------------------------------------------- | --------------------------------------------------------------- | --------------------------------------------------------------- | --------------------------------------------------------------- | --------------------------------------------------------------- | --------------------------------------------------------------- | --------------------------------------------------------------- | --------------------------------------------------------------- | --------------------------------------------------------------- |
| 1                                                               | Эстерсунд                                                       | DNS                                                             | DNS                                                             | DNS                                                             | -                                                               | -                                                               | -                                                               |                                                                 |
| 2                                                               | Хохфильцен                                                      | -                                                               | 7                                                               | 7                                                               | -                                                               | 1                                                               | -                                                               |                                                                 |
| 3                                                               | Поклюка                                                         | 8                                                               | 1                                                               | -                                                               | -                                                               | -                                                               | DNS                                                             |                                                                 |
| 4                                                               | Оберхоф                                                         | -                                                               | 2                                                               | -                                                               | 9                                                               | 6                                                               | -                                                               |                                                                 |
| 5                                                               | Рупольдинг                                                      | 16                                                              | 3                                                               | 8                                                               | —                                                               | -                                                               | -                                                               |                                                                 |
| 6                                                               | Антхольц-Антерсельва                                            | -                                                               | DNS                                                             | -                                                               | 6                                                               | DNS                                                             | -                                                               |                                                                 |
| 7                                                               | Преск-Айл                                                       | -                                                               | 6                                                               | 4                                                               | -                                                               | -                                                               | 1                                                               |                                                                 |
| 8                                                               | Форт-Кент                                                       | -                                                               | 3                                                               | 2                                                               | 1                                                               | -                                                               | -                                                               |                                                                 |
| ЧМ                                                              | Ханты-Мансийск                                                  | 5                                                               | 1                                                               | 2                                                               | 1                                                               | 1                                                               | 2                                                               |                                                                 |
| 9                                                               | Хольменколлен                                                   | -                                                               | 1                                                               | DNS                                                             | 6                                                               | -                                                               | -                                                               |                                                                 |
| Примечания: «—» — гонка не проводилась; «DNS» — не стартовала   |                                                                 |                                                                 |                                                                 |                                                                 |                                                                 |                                                                 |                                                                 |                                                                 |

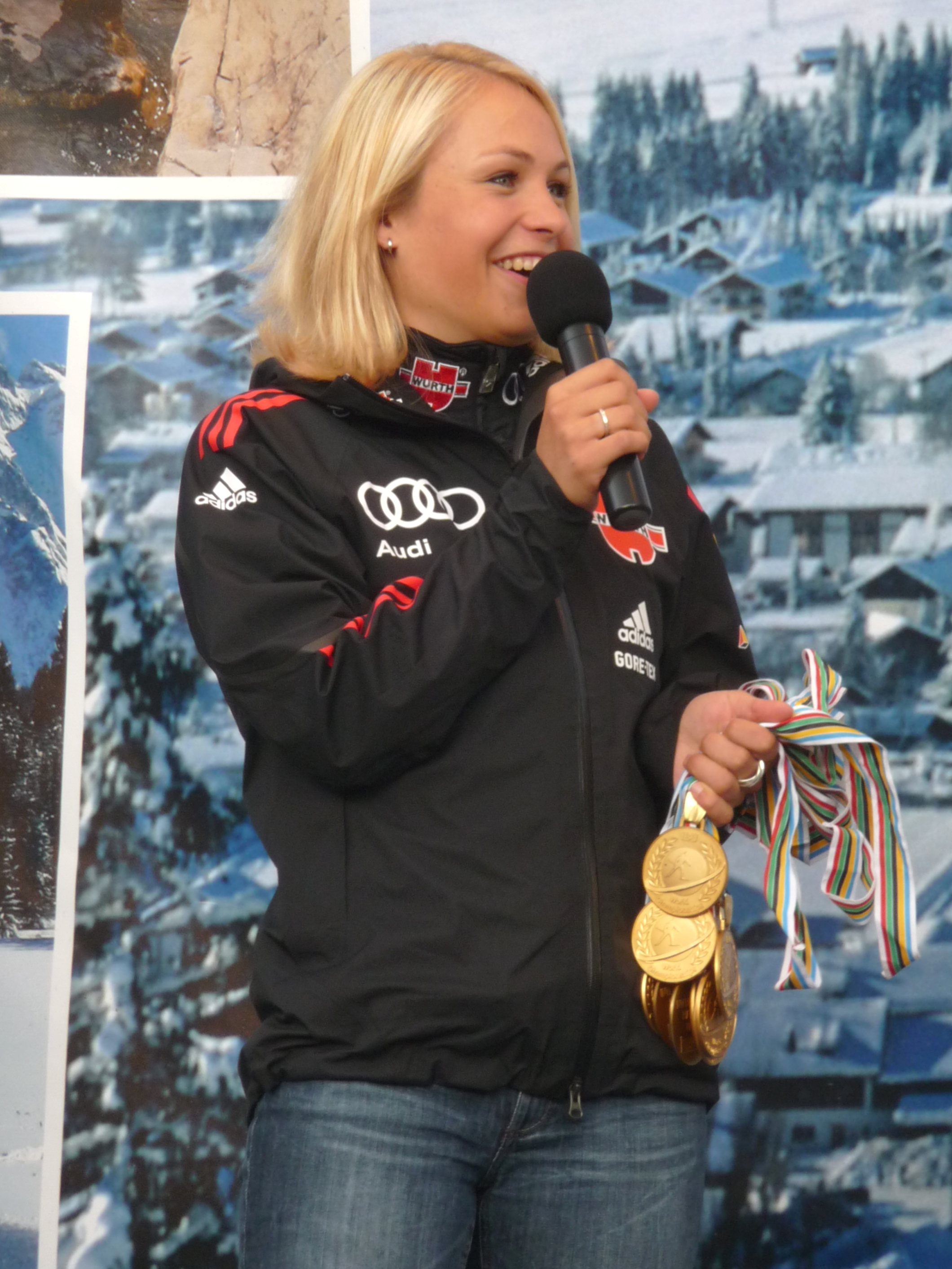
Магдалена Нойнер после сезона 2010—2011 в Валльгау

Результат: 5-е место, 952 очка (1-е место — Кайса Мякяряйнен 1005 очков).
Как и год назад, Нойнер пришлось отказаться от участия в первом этапе Кубка мира, вновь проходившем в шведском Эстерсунде, из-за инфекционного заболевания, подхваченного ей во время сбора национальной сборной Германии. Дебют вновь состоялся на австрийском этапе в Хохфильцене, где в составе женской эстафетной команды одержала десятую в карьере командную победу. Спринт и состоявшаяся по его итогам гонка преследования принесли Нойнер два седьмых места.
Юбилейная, двадцатая в карьере индивидуальная победа на этапах Кубка мира была одержана Нойнер в словенской Поклюке — несмотря на два промаха ей не было равных в спринтерской гонке.
Январские этапы «золотой классики», прошедшие как обычно в Оберхофе, Рупольдинге и Антхольц-Антерсельве не принесли Нойнер побед — по их итогам она довольствовалась лишь вторым и третьим местами в спринтерских гонках на домашних этапах. Кроме того, из-за простуды она не смогла принять участие в итальянском спринте и была отброшена ещё дальше от лидеров общего зачёта.
Поправить своё турнирное положение Нойнер удалось уже на последнем перед стартом чемпионата мира этапе, проходившем в американском Форт-Кенте, где ей по итогам трёх гонок впервые в сезоне удалось собрать полную коллекцию наград, одержав при этом шестую в карьере победу в гонке с общего старта.

### Кубок мира по биатлону 2011/12
| Результаты выступлений на этапах Кубка мира по биатлону 2011/12 | Результаты выступлений на этапах Кубка мира по биатлону 2011/12 | Результаты выступлений на этапах Кубка мира по биатлону 2011/12 | Результаты выступлений на этапах Кубка мира по биатлону 2011/12 | Результаты выступлений на этапах Кубка мира по биатлону 2011/12 | Результаты выступлений на этапах Кубка мира по биатлону 2011/12 | Результаты выступлений на этапах Кубка мира по биатлону 2011/12 | Результаты выступлений на этапах Кубка мира по биатлону 2011/12 | Результаты выступлений на этапах Кубка мира по биатлону 2011/12 |
| Этап                                                            | Место проведения                                                | Индивидуальная гонка                                            | Спринтерская гонка                                              | Гонка преследования                                             | Гонка с общего старта                                           | Эстафета 4 х 6 км                                               | Смешанная эстафета                                              |                                                                 |
| --------------------------------------------------------------- | --------------------------------------------------------------- | --------------------------------------------------------------- | --------------------------------------------------------------- | --------------------------------------------------------------- | --------------------------------------------------------------- | --------------------------------------------------------------- | --------------------------------------------------------------- | --------------------------------------------------------------- |
| 1                                                               | Эстерсунд                                                       | 3                                                               | 1                                                               | 3                                                               | -                                                               | -                                                               | -                                                               |                                                                 |
| 2                                                               | Хохфильцен                                                      | -                                                               | 1                                                               | 3                                                               | -                                                               | 6                                                               | -                                                               |                                                                 |
| 3                                                               | Хохфильцен                                                      | -                                                               | 4                                                               | 12                                                              | -                                                               | -                                                               | DNS                                                             |                                                                 |
| 4                                                               | Оберхоф                                                         | -                                                               | 1                                                               | -                                                               | 1                                                               | 4                                                               | -                                                               |                                                                 |
| 5                                                               | Нове-Место-на-Мораве                                            | 3                                                               | 3                                                               | 7                                                               | -                                                               | -                                                               | -                                                               |                                                                 |
| 6                                                               | Антхольц-Антерсельва                                            | -                                                               | 1                                                               | -                                                               | 3                                                               | 6                                                               | -                                                               |                                                                 |
| 7                                                               | Хольменколлен                                                   | -                                                               | 1                                                               | 1                                                               | DNS                                                             | -                                                               | -                                                               |                                                                 |
| 8                                                               | Контиолахти                                                     | -                                                               | 1                                                               | 2                                                               | -                                                               | -                                                               | DNS                                                             |                                                                 |
| ЧМ                                                              | Рупольдинг                                                      | 23                                                              | 1                                                               | 2                                                               | 10                                                              | 1                                                               | 3                                                               |                                                                 |
| 9                                                               | Ханты-Мансийск                                                  | -                                                               | 1                                                               | 4                                                               | 6                                                               | -                                                               | -                                                               |                                                                 |
| Примечания: «—» — гонка не проводилась; «DNS» — не стартовала   |                                                                 |                                                                 |                                                                 |                                                                 |                                                                 |                                                                 |                                                                 |                                                                 |

Первый же этап нового сезона, уже по традиции проводящийся в шведском Эстерсунде, вопреки тенденции прошлых лет принёс Нойнер не только двадцать пятую личную победу в карьере (опередив на 0,2 секунды норвежку Туру Бергер, она выиграла спринтерскую гонку) но и лидерство в общем зачёте Кубка мира — в трёх гонках, проведённых в рамках стартового этапа Нойнер удалось трижды взойти на подиум, завоевав «бронзу» в индивидуальной гонке и гонке преследования.
В точности повторить высокие результаты, показанные в Швеции, Нойнер удалось и в Хохфильцене. Победа в спринте и третье место в гонке преследования позволили ей упрочить лидерство в общем зачёте Кубка мира.
Четвёртый этап, уже традиционно проводившийся сразу после новогодних праздников в немецком Оберхофе, сложился для Нойнер крайне удачно — победы в спринтерской гонке и гонке с общего старта о и увеличить отрыв от ближайших преследовательниц в общем зачёте до 39 очков.
Дважды взойти на подиум Нойнер удалось и в чешском Нове-Место — индивидуальную и спринтерскую гонки она завершила с третьим итоговым результатом. В гонке преследования она допустила нелепую ошибку на третьем огневом рубеже — лидируя по ходу гонки, заняла позицию для стрельбы напротив первой стрелковой установки, однако огонь открыла по второй. Заметив свою ошибку лишь после четырёх удачных выстрелов, Нойнер последним патроном поразила уже «свою» мишень, но в соответствии с правилами соревнований отправилась на четыре штрафных круга, заняв по итогам гонки лишь 7 место.

## Результаты в Кубке мира
| 2011/12 Итоги | 2011/12 Итоги | Эстерсунд | Эстерсунд | Эстерсунд | Хохфильцен | Хохфильцен | Хохфильцен | Хохфильцен | Хохфильцен | Хохфильцен | Оберхоф | Оберхоф | Оберхоф | Нове-Место | Нове-Место | Нове-Место | Антхольц | Антхольц | Антхольц | Хольменколлен | Хольменколлен | Хольменколлен | Контиолахти | Контиолахти | Контиолахти | ЧМ Рупольдинг | ЧМ Рупольдинг | ЧМ Рупольдинг | ЧМ Рупольдинг | ЧМ Рупольдинг | ЧМ Рупольдинг | Ханты-Мансийск | Ханты-Мансийск | Ханты-Мансийск |
| Очков         | Место         | Инд       | Спр       | Пр        | Спр        | Пр         | Эст        | Спр        | Пр         | См         | Эст     | Спр     | МС      | Инд        | Спр        | Пр         | Спр      | МС       | Эст      | Спр           | Пр            | МС            | Спр         | Пр          | См          | См            | Спр           | Пр            | Инд           | Эст           | МС            | Спр            | Пр             | МС             |
| 1216          | 1             | 3         | 1         | 3         | 1          | 3          | 6          | 4          | 12         | —          | 4       | 1       | 1       | 3          | 3          | 7          | 1        | 3        | 6        | 1             | 1             | —             | 1           | 2           | —           | 3             | 1             | 2             | 23            | 1             | 10            | 1              | 4              | 6              |

| 2010/11 Итоги | 2010/11 Итоги | Эстерсунд | Эстерсунд | Эстерсунд | Хохфильцен | Хохфильцен | Хохфильцен | Поклюка | Поклюка | Поклюка | Оберхоф | Оберхоф | Оберхоф | Рупольдинг | Рупольдинг | Рупольдинг | Антхольц | Антхольц | Антхольц | Преск-Айл | Преск-Айл | Преск-Айл | Форт-Кент | Форт-Кент | Форт-Кент | ЧМ Ханты-Мансийск | ЧМ Ханты-Мансийск | ЧМ Ханты-Мансийск | ЧМ Ханты-Мансийск | ЧМ Ханты-Мансийск | ЧМ Ханты-Мансийск | Хольменколлен | Хольменколлен | Хольменколлен |
| Очков         | Место         | Инд       | Спр       | Пр        | Спр        | Пр         | Эст        | Инд     | Спр     | См      | Эст     | Спр     | МС      | Инд        | Спр        | Пр         | Спр      | МС       | Эст      | Спр       | См        | Пр        | Спр       | Пр        | МС        | См                | Спр               | Пр                | Инд               | Эст               | МС                | Спр           | Пр            | МС            |
| 952           | 5             | —         | —         | —         | 7          | 7          | 1          | 8       | 1       | —       | 6       | 2       | 9       | 16         | 3          | 8          | —        | 6        | —        | 6         | 1         | 4         | 3         | 2         | 1         | 2                 | 1                 | 2                 | 5                 | 1                 | 1                 | 1             | DNS           | 6             |

| 2009/10 Итоги | 2009/10 Итоги | Эстерсунд | Эстерсунд | Эстерсунд | Хохфильцен | Хохфильцен | Хохфильцен | Поклюка | Поклюка | Поклюка | Оберхоф | Оберхоф | Оберхоф | Рупольдинг | Рупольдинг | Рупольдинг | Антхольц | Антхольц | Антхольц | ОИ Ванкувер | ОИ Ванкувер | ОИ Ванкувер | ОИ Ванкувер | ОИ Ванкувер | Контиолахти | Контиолахти | Контиолахти | Хольменколлен | Хольменколлен | Хольменколлен | Ханты-Мансийск | Ханты-Мансийск | Ханты-Мансийск |
| Очков         | Место         | Инд       | Спр       | Эст       | Спр        | Пр         | Эст        | Инд     | Спр     | Пр      | Эст     | Спр     | МС      | Спр        | МС         | Эст        | Инд      | Спр      | Пр       | Спр         | Пр          | Инд         | МС          | Эст         | См          | Спр         | Пр          | Спр           | Пр            | МС            | Спр            | МС             | См             |
| 933           | 1             | —         | —         | —         | 29         | 28         | —          | 18      | 3       | 2       | —       | —       | —       | 3          | 3          | 4          | 1        | 1        | 2        | 2           | 1           | 10          | 1           | —           | 2           | 5           | 2           | 6             | 8             | 3             | 8              | 1              | 1              |

| 2008/2009 Итоги | 2008/2009 Итоги | Эстерсунд | Эстерсунд | Эстерсунд | Хохфильцен | Хохфильцен | Хохфильцен | Хохфильцен | Хохфильцен | Хохфильцен | Оберхоф | Оберхоф | Оберхоф | Рупольдинг | Рупольдинг | Рупольдинг | Антхольц | Антхольц | Антхольц | ЧМ Пхёнчхан | ЧМ Пхёнчхан | ЧМ Пхёнчхан | ЧМ Пхёнчхан | ЧМ Пхёнчхан | ЧМ Пхёнчхан | Уистлер | Уистлер | Уистлер | Тронхейм | Тронхейм | Тронхейм | Ханты-Мансийск | Ханты-Мансийск | Ханты-Мансийск |
| Очков           | Место           | Инд       | Спр       | Пр        | Спр        | Пр         | Эст        | Инд        | Спр        | Эст        | Эст     | Спр     | МС      | Эст        | Спр        | Пр         | Спр      | Пр       | МС       | Спр         | Пр          | Инд         | См          | МС          | Эст         | Инд     | Спр     | Эст     | Спр      | Пр       | МС       | Спр            | Пр             | МС             |
| 891             | 4               | 3         | 3         | 17        | 19         | 27         | —          | 6          | 5          | 1          | —       | 11      | 4       | 1          | 1          | 1          | 14       | 8        | 6        | 8           | 11          | —           | —           | 7           | 2           | 4       | 2       | 1       | 25       | 18       | 14       | 4              | 1              | 12             |

| 2007/08 Итоги | 2007/08 Итоги | Контиолахти | Контиолахти | Контиолахти | Хохфильцен | Хохфильцен | Хохфильцен | Поклюка | Поклюка | Поклюка | Оберхоф | Оберхоф | Оберхоф | Рупольдинг | Рупольдинг | Рупольдинг | Антхольц | Антхольц | Антхольц | ЧМ Эстерсунд | ЧМ Эстерсунд | ЧМ Эстерсунд | ЧМ Эстерсунд | ЧМ Эстерсунд | ЧМ Эстерсунд | Пхёнчхан | Пхёнчхан | Пхёнчхан | Ханты-Мансийск | Ханты-Мансийск | Ханты-Мансийск | Хольменколлен | Хольменколлен | Хольменколлен |
| Очков         | Место         | Инд         | Спр         | Пр          | Спр        | Пр         | Эст        | Инд     | Спр     | Эст     | Эст     | Спр     | МС      | Эст        | Спр        | Пр         | Спр      | Пр       | МС       | Спр          | Пр           | См           | Инд          | МС           | Эст          | Спр      | Пр       | См       | Спр            | Пр             | МС             | Спр           | Пр            | МС            |
| 818           | 1             | 30          | 7           | 17          | 12         | 4          | —          | 7       | 3       | 1       | —       | 3       | 1       | 1          | 11         | 16         | 8        | 4        | 4        | 17           | 6            | 1            | —            | 1            | 1            | 1        | 6        | —        | 1              | 5              | 2              | 7             | 7             | 9             |

| 2006/07 Итоги | 2006/07 Итоги | Эстерсунд | Эстерсунд | Эстерсунд | Хохфильцен | Хохфильцен | Хохфильцен | Хохфильцен | Хохфильцен | Хохфильцен | Оберхоф | Оберхоф | Оберхоф | Рупольдинг | Рупольдинг | Рупольдинг | Поклюка | Поклюка | Поклюка | ЧМ Антхольц | ЧМ Антхольц | ЧМ Антхольц | ЧМ Антхольц | ЧМ Антхольц | ЧМ Антхольц | Лахти | Лахти | Лахти | Хольменколлен | Хольменколлен | Хольменколлен | Ханты-Мансийск | Ханты-Мансийск | Ханты-Мансийск |
| Очков         | Место         | Инд       | Спр       | Пр        | Спр        | Пр         | Эст        | Инд        | Спр        | Эст        | Эст     | Спр     | Пр      | Эст        | Спр        | МС         | Спр     | Пр      | МС      | Спр         | Пр          | Инд         | См          | Эст         | МС          | Инд   | Спр   | Пр    | Спр           | Пр            | МС            | Спр            | Пр             | МС             |
| 720           | 4             | 33        | 15        | 7         | 27         | 8          | 2          | —          | 9          | —          | —       | 1       | 3       | 2          | 16         | 15         | 10      | 9       | —       | 1           | 1           | —           | —           | 1           | 14          | 6     | 24    | 40    | 3             | 1             | 1             | 1              | 1              | 8              |

| 2005/06 Итоги | 2005/06 Итоги | Эстерсунд | Эстерсунд | Эстерсунд | Хохфильцен | Хохфильцен | Хохфильцен | Осрблье | Осрблье | Осрблье | Оберхоф | Оберхоф | Оберхоф | Рупольдинг | Рупольдинг | Рупольдинг | Антхольц | Антхольц | Антхольц | ОИ Турин | ОИ Турин | ОИ Турин | ОИ Турин | ОИ Турин | Поклюка | Поклюка | Поклюка | Контиолахти | Контиолахти | Контиолахти | Хольменколлен | Хольменколлен | Хольменколлен |
| Очков         | Место         | Спр       | Пр        | Эст       | Инд        | Спр        | Эст        | Инд     | Спр     | Пр      | Эст     | Спр     | МС      | Спр        | Пр         | МС         | Спр      | Пр       | МС       | Инд      | Спр      | Пр       | Эст      | МС       | Спр     | Пр      | См      | Спр         | Пр          | МС          | Спр           | Пр            | МС            |
| 164           | 34            | —         | —         | —         | —          | —          | —          | —       | —       | —       | —       | —       | —       | 41         | 21         | —          | 19       | 11       | —        | —        | —        | —        | —        | —        | —       | —       | —       | 4           | 20          | 9           | 18            | 13            | 25            |

## Награды
- Спортсменка года в Германии — 2007, 2011, 2012
- Биатлонистка-новичок года — 2007
- Биатлонистка года — 2007, 2008
- Лауреат «Золотой лыжи» Ассоциации лыжных видов Германии (DSV) — 2007, 2008
- Биатлонистка сезона на Forum Nordicum — 2008

## Личная жизнь
Магдалена Нойнер родилась в небольшом баварском городе Гармиш-Партенкирхен в семье банковского служащего Пауля Нойнера и его жены Маргит (Paul, Margit Neuner). У Магдалены есть старший брат Пауль и младшие брат и сестра, Кристоф и Анна; последняя — биатлонистка — участвует в юношеских соревнования в составе Bavarian Ski Association.
Нойнер выросла в маленьком баварском городке Валльгау (примерно в 15 км от Гармиш-Партенкирхена), где живёт и сейчас (2012). Увлекается вязанием, ведет блог, посвящённый вязанию. Также она увлекается музыкой (игрой на арфе).
В феврале 2007 года Нойнер отвергла предложение журнала Playboy. В июне 2010 года приняла участие в рекламной кампании нижнего белья марки Mey.
В декабре 2009 Нойнер сообщила о своих отношениях с Йозефом Хольцером (Josef Holzer), бывшим школьным другом. Йозеф — плотник, живёт в Вальгау. 29 марта 2014 года вышла замуж за Йозефа. У супругов трое детей — сыновья Йозеф (род. 7 ноября 2016) и Людвиг (род. август 2021) и дочь Верена-Анна (род. 30 мая 2014).

## Инвентарь
- Модель винтовки — Anschütz
- Марка лыж и ботинок — Fischer
- Марка лыжных креплений — Rottefella
- Марка лыжных палок — Swix
- Марка спортивной одежды — Adidas
- Марка термобелья — ODLO
- Марка лыжных перчаток — Roeckl